# Верчея
Верчѐя (на италиански: Verceia, на западноломбардски: Varsceia, Варшея) е село и община в Северна Италия, провинция Сондрио, регион Ломбардия. Разположено е на 200 m надморска височина. Населението на общината е 1106 души (към 2010 г.).